# 小菅一夫
小菅 一夫（こすげ かずお、1901年10月23日 - 1984年11月10日）は、日本の浪曲作家、演芸評論家。

## 概要
1923年、6代目林屋正蔵が自費で行なった新作落語の懸賞に応募し、応募作「夢そば」が一等なしの二等に選ばれた。その後、伊井蓉峰一座の文芸部に身を置いて高村龍平名義でラジオ・ドラマの脚本などを書き、さらに新派文芸部の所属となった。
第二次世界大戦中は、浪曲作家として活動しており、1942年には浪曲による「大東亜戦史」の企画の中で、春日井おかめに新作の台本を提供した。
戦後も浪曲作家としての活動を続け、富田常雄の小説『姿三四郎』を浪曲にして、2代目広沢菊春の得意演目のひとつとして当たりをとった。1953年には、ラジオ東京（後の東京放送→TBSラジオの前身）の企画で、村松梢風の評伝集『近世名勝負物語』から脚色した「二人の王将」を梅中軒鶯童に提供した。また、1958年には、講談の3代目神田伯山で知られた『祐天吉松』を浪曲化し、2代目広沢虎造に提供した。小菅は特に虎造とは懇意であり、虎造の未亡人から、浪曲の権利の管理を任されていたとされる。 
一方で小菅は、朝日放送東京支社嘱託という立場で、全盛期のラジオの浪曲番組の制作に関わっており、ラジオ放送用の脚色を数多く手がけていた。また、自ら演芸評論家としてメディアに出演することもあり、TBSラジオの番組『浪曲天狗道場』で審査員を務めた後、1966年から始まったフジテレビの『しろうと寄席』では、8代目桂文楽、一龍斎貞丈、初代相模太郎、アダチ龍光とともに、審査員となった。
後年には、おもに浪曲音源の復刻盤の解説などの執筆活動を行った。
澤田隆治は、ラジオ番組の制作で一緒に働いた経験から、小菅を「僕の東京の師匠」としている。澤田は、小菅の17回忌に際し、『小菅一夫が見た明治大正の浅草と劇場』という遺稿集をまとめているが、一般には発売されていない。

## 著書
- 浪曲名家選、日本放送協会、1949年